# 49 (テレビドラマ)
『49』（フォーティーナイン）は、2013年10月6日から12月29日まで日本テレビで毎週日曜日0:50 - 1:20（JST、土曜日深夜）に放送された日本のテレビドラマ。Sexy Zoneの佐藤勝利は本作品が初主演。
キャッチコピーは「僕であり、僕じゃない!? 一人の少年が巻き起こす49日間限定の青春学園ストーリー」。

## あらすじ
加賀美幹は息子の暖が車に轢かれそうになっていたところを助けたことで命を落とす。幹は飼い猫のランが気がかりで息子への最期の望みとして、暫くの間、息子の身体を借りることにした。交通事故で亡くなった父の魂が乗り移った暖は生まれ変わったように明るい性格へと変貌し、やがてクラスの人気者となっていく。しかし、父が乗り移っていられるのはたった49日間だけであった。その後、お互いの魂のバランス関係が崩れていき、高見幸にときめくと加賀美暖の人格に、妻・愛子にときめくと加賀美幹の人格に戻ってしまう。

## キャスト

### 加賀美家
加賀美 暖（かがみ だん）〈15〉
演 - 佐藤勝利（Sexy Zone）
本作品の主人公。根暗で引きこもりがちな高校1年生。運動や勉強は苦手だが囲碁は得意。面倒事を嫌い、学校内では出来るだけ目立たないように大事な場面はいつも逃げていたが、父の幹と入れ替わったことで人生が変わっていく。本当は幸のことが好き。
幹が説明した双子の話を信じたマナに名前を聞かれたとき、咄嗟に寒いと書いて「寒（かん）」だと名乗ってしまう。
加賀美 愛子（かがみ あいこ）
演 - 紺野まひる
幹の妻で、暖・裕子の母親。前触れもなく突然妊娠した娘や引きこもりがちで学校にまともに行かない息子を身近に見ていて、子育てに失敗したと思い悩む。美大卒で大学の後輩が運営している陶芸教室に通っている。
加賀美 裕子（かがみ ゆうこ）
演 - 野村麻純
暖の姉。美大生でありながら現在妊娠中。お腹の子供の父親である桐生哲也に冷たい態度をとっても、結局は彼のことを大事に想っている。第11話で女児を出産し、第12話で哲也と共にペットショップを運営していく傍らトリマーの資格を取得することを宣言する。
加賀美 幹（かがみ もとい）
演 - 萩原聖人
暖・裕子の父親で、愛子の夫。ひかり銀行支店長。仕事の忙しさを理由に家庭を顧みなかったことや、飼い猫のランを愛人と勘違いした妻から離婚を突きつけられていた。幸の父親・高見春樹とは学生時代からの旧友。
暖はマナが好きだと勘違いしており、息子のためを思って彼女を口説く。

### 清流大学付属清流高校

#### 1年B組
井上 智（いのうえ さとし）
演 - 神宮寺勇太
暖の友達。首のカメラがトレードマークで、写真を撮るのが趣味。いち早く暖に幹が乗り移っていることを知る。昔から「死」というものが恐ろしく、暖に乗り移った幹と一緒にいるときは死を身近に感じることができ、安心すると話している。
母親の育児ノイローゼが原因で両親が離婚し、父親と離れて暮らしている。
高見 幸（たかみ さち）
演 - 山本舞香
暖の幼馴染で、愛子からは「さっちゃん」と呼ばれている。当初は周りの女子に合わせ言動には気をつけていたが、偽っている自分自身に疲れ、つい思ったことを口に出してしまったころから、いじめがはじまる。
智曰く学校内では隠れファンが多い。智と共にいち早く暖に幹が乗り移っていることを知り、暖に乗り移った幹と接していくうちに彼のことを好きになっていく。

#### バスケットボール部
バスケットボール部は廃部が決定している。
矢代 健太（やしろ けんた）
演 - 安井謙太郎
キャプテン。実家は寺を営んでいる。ぽちゃカワな女子しか愛せない。後に暖に幹が乗り移っていることを知る。
持田 純（もちだ じゅん）
演 - 森田美勇人
フードを浅くかぶっているのが特徴。「首痛めポーズ」をよくしている。
増山 海斗（ますやま かいと）
演 - 七五三掛龍也
常にヘッドフォンとキャンディーを持っている。
広井 悟（ひろい さとる）
演 - 髙橋颯
バスケットボールを持ち歩く。
多島 祐樹（たじま ゆうき）
演 - 阿部顕嵐
前髪をいつもあげているのが特徴。

#### テニス部
沢村 省吾（さわむら しょうご）
演 - 寺西拓人
キャプテン。マナに好意を寄せているため、暖をライバル視する。
水無月 マナ（みなづき マナ）
演 - 西野七瀬（乃木坂46）
学園のマドンナ。雑誌の読者モデルをしており、父親は大手携帯会社の本社取締役で同校のPTA会長、母親は有名な華道の家元というお嬢様。暖の捨てられた子犬のような態度を見ていて、だめな男性が好きなことに気付く。

### その他
桐生 哲也（きりゅう てつや）
演 - 喜矢武豊（ゴールデンボンバー）
裕子の彼氏。ホストクラブ・culb CANの雇われ店長。本人曰く「顔だけが取り柄」だが、動物に好かれやすい。最終話で上記の特技を活かして、ペットショップを開店する。
桑畑 園子（くわはた そのこ）
演 - 深川麻衣（乃木坂46）
裕子の大学の友人。せっかちな性格で、大学を訪れた暖に哲也の存在を教える。
高見 春樹（たかみ はるき）
演 - 酒井敏也
幸の父親。幹の小学校時代からの友人。勤め先の信用金庫から解雇処分が下るも、暖と入れ替わった幹の力で顧客を勝ち取ると同時に副支店長への昇進が決まる。
依田 恵子（よだ けいこ）
演 - 生稲晃子
デュエルミュージックジャパン社長。club CANのステージで踊っていた暖たちチキンバスケッツをスカウトする。
伏見 剛
演 - 羽生田挙武
平均偏差値75の進学校・開明高校に通う高校生。毎月、純の祖父が碁の賭け勝負に挑んで来るよう仕向けていた。
理事長
演 - 石丸謙二郎
清流高校理事長。

### ゲスト
鬼龍院翔、歌広場淳、樽美酒研二
演 - 本人（ゴールデンボンバー / 友情出演・第8話）

## スタッフ
- 脚本 - 野島伸司
- 音楽 - 牧戸太郎
- 監督 - 大塚恭司、滝本憲吾、西村了、明石広人
- 主題歌 - Sexy Zone[注 1]「A MY GIRL FRIEND」（PONY CANYON）
- 挿入歌 - チキンバスケッツ[注 2]「私のオキテ」（PONY CANYON）
- 音楽協力 - Cash Cash「Take Me Home feat. Bebe Rexha」（WARNER MUSIC JAPAN）
- 助監督 - 藤田智弘
- タイトルバック - 松井夢壮
- CG - 松本絵里子
- ボディスタント - 釼持誠
- カースタント - 野呂真治
- 医療監修 - 堀エリカ
- 医事監修 - 内ヶ崎西作
- バスケット指導 - 古海五月
- 陶芸指導 - 中野拓
- 制作 - 森實陽三、福士睦[6]
- プロデューサー - 植野浩之、渡邉浩仁
- 制作プロデューサー - 八木欣也
- コンテンツプロデューサー - 藤川和彦、月成大地
- AP - 牛田直美、成田有一
- 企画制作 - 日本テレビ
- 企画協力 - ジャニーズ事務所
- 制作プロダクション - 日テレアックスオン
- 制作協力 - スーパービジョン
- 製作著作 - D.N.ドリームパートナーズ、vap

## 放送日程
| 放送回 | 放送日   | 監督            |
| ------ | -------- | --------------- |
| #1     | 10月06日 | 大塚恭司        |
| #2     | 10月13日 | 大塚恭司        |
| #3     | 10月20日 | 滝本憲吾        |
| #4     | 10月27日 | 西村了          |
| #5     | 11月03日 | 西村了          |
| #6     | 11月10日 | 滝本憲吾        |
| #7     | 11月17日 | 滝本憲吾        |
| #8     | 11月24日 | 明石広人        |
| #9     | 12月01日 | 明石広人        |
| #10    | 12月08日 | 滝本憲吾        |
| #11    | 12月29日 | 大塚恭司 西村了 |

- #2は30分繰り下げ（1:20 - 1:50）。
- #6-9は9分繰り下げ（0:59 - 1:29）。
- #10は39分繰り下げ（1:29 - 1:59）。
- 2013年12月15・22日は『TOYOTA presents FIFAクラブワールドカップ2013』中継のため、休止。
- #11（最終話）は25分繰り下げ・30分拡大（1:15 - 2:15）。

## ネット局
| 放送対象地域 | 放送局              | 放送期間                      | 放送時間                       | 系列           | 備考           |
| ------------ | ------------------- | ----------------------------- | ------------------------------ | -------------- | -------------- |
| 関東広域圏   | 日本テレビ（NTV）   | 2013年10月6日 - 12月29日      | 日曜日 0:50 - 1:20（土曜深夜） | 日本テレビ系列 | 制作局         |
| 福岡県       | 福岡放送（FBS）     | 2013年10月10日 - 2014年1月8日 | 木曜日 2:10 - 2:40（水曜深夜） | 日本テレビ系列 | 11日遅れ       |
| 宮城県       | ミヤギテレビ（MMT） | 2013年10月15日 - 12月29日     | 火曜日 0:59 - 1:29（月曜深夜） | 日本テレビ系列 | 9日遅れ        |
| 近畿広域圏   | 読売テレビ（ytv）   | 2015年4月30日 - 7月16日       | 木曜日 2:43 - 3:18（水曜深夜） | 日本テレビ系列 | 約1年7か月遅れ |